# Seznam slovenskih državnih svetnikov (2002–2007)
Seznam slovenskih državnih svetnikov v mandatu 2002 do 2007.

## B
- Drago Bahun
- Stojan Binder
- Boris Janez Bregant
- Ivan Bukovec

## Č
- Robert Čeh
- Jožko Čuk

## F
- Darko Fras

## G
- Janvit Golob

## H
- Doro Hvalica

## I
- Jože Ilc

## J
- Zoltan Jan
- Vincenc Janša
- Zlatko Jenko
- Jožef Jeraj
- Marko Juvančič

## K
- Ladislav Kaluža
- Anton Kampuš
- Jurij Kavčič
- Petra Kersnič
- Branko Kodrič
- Alojz Križman
- Rado Krpač

## M
- Branko Majes
- Marjan Maučec
- Jože Mencinger

## N
- David Nabergoj

## O
- Vincenc Otoničar
- Milan Ozimič

## P
- Marija Perkovič
- Anton Peršak

## R
- Anton Rozman

## S
- Dušan Semolič
- Jože Stanič
- Janez Sušnik

## T
- Štefan Teraž
- Marta Turk

## V
- Gregor Vovk Petrovski
- Peter Vrisk

## Z
- Adolf Zupan
- Cvetko Zupančič